# Connor Hallisey
Connor Hallisey est un joueur de soccer américain né le 9 février 1993 à Granite Bay dans la banlieue de Sacramento en Californie. Il évolue au poste d'ailier.

## Biographie
Hallisey est repêché en 10e position lors de la MLS SuperDraft 2015 par le Sporting Kansas City.

## Palmarès
- Vainqueur de la US Open Cup en 2015 avec le Sporting Kansas City